# El Collado dels Gabriels

Mapa del Carxe i dels seus nuclis.

El Collado dels Gabriels (oficialment Los Gabrieles) és un nucli de població valencianoparlant de l'altiplà del Carxe al municipi  murcià de Favanella. En la parla local el nom sovint es redueix a el Collao. El Collado dels Gabriels és a penes un caseriu amb uns 41 habitants en la qual queden casotes convertits en cellers o antigues almàsseres reconvertides en pintorescos llocs típics del turisme rural. Antigues arquitectures que podrien remuntar al segle xix, essent casalots amb espais estables, pròpies de la població rural dedicada a l'agricultura.
Les condicions climàtiques de l'altiplà del Carxe, com són la temperatura mitjana anual, l'escassetat de precipitacions i el nombre d'hores de sol l'any, així com les característiques del sòl, calcari i pobre en matèria orgànica, fan propici el cultiu de la vinya, i al Collado dels Gabriels, l'activitat vitivinícola és el motor de l'economia. Ací es troben algunes de les 1.500 hectàrees de vinya conreades de Favanella i hi ha una cooperativa de vins i alguns cellers.
El vi s'elabora a cellers artesanals i el raïm que ells no poden transformar el venen en els pobles veïns. Els vins tenen una graduació que oscil·la entre els 12° per als negres i els 11° per als rosats. No hi ha dades històriques específiques sobre el Collado, sempre d'escassa població. És fàcil entendre que la vida tranquil·la d'estos llocs no es va projectar sobre aquests, cap desenvolupament més enllà dels camps cultivats de secà que, a principis del segle xx, es van anar convertint en cultius de vinyes destinades a la producció de vi tant en Jumella com en les veïnes comarques del Vinalopó.

## Història
A l'Edat Mitjana Favanella, començaria una íntima relació amb el veí municipi d'Oriola, amb el qual va arribar a unir-se fins que, després de la reconquesta cristiana del segle xiii, va començar una nova etapa, primer com a senyoria cedit a Guillem de Rocafull en 1281 i després passant a mans de l'Ordre de Calatrava, ja en el segle xv.
Favanella patir diverses crisis durant l'edat moderna, que van minvar la seua capacitat de creixement. Afectaren al municipi les decisions arbitràries i feudals de l'Ordre de Calatrava i també certs episodis històrics comuns a tota la península, com l'expulsió dels moriscos el 1613, fet que va suposar una gran minva en el seu desenvolupament, ja que l'agricultura i les activitats associades a ella es van vore perjudicades.
És molt possible que el topònim de Gabriels sorgira durant les noves repoblacions que es van donar en tota la regió de Múrcia a partir del segle xvi, sent comú que les famílies repobladores donaren als seus masos i terres el nom o patronímic dels caps de família. Fins a mitjans del segle xix Favanella no es va poder alliberar del control de l'Orde militar de Calatrava, les desamortitzacions de l'estat van col·laborar amb el procés que donaria a molts pobles seua independència.
Per al Collado dels Gabriels la proximitat del caseriu de Casa dels Frares, habitat en temps per una comunitat de franciscans, va ser important, ja que era la referència d'este xicotet caseriu a l'hora de realitzar les seues festes o anar a missa. Però la desamortització va liquidar també a la comunitat franciscana, i els Gabriels va tindre en la seua veïna la Canyada del Trigo, ja en Jumella, el seu punt de referència quant a servicis i festivitats.